# Zisterzienserinnenkloster Mont-Sion (Marseille)
Das Zisterzienserinnenkloster Mont-Sion (auch: Mont de Sion) war von 1242 bis 1791 ein französisches Kloster der Zisterzienserinnen in Marseille, Département Bouches-du-Rhône. 

## Geschichte
Im Jahr 1242 gründete die Zisterzienserinnenabtei Gémenos, auf Einladung des Bischofs von Marseille, Benoît d’Alignan, vor den damaligen Toren von Marseille auf dem Hügel Saint-Michel (auch Plan Saint-Michel, deshalb fälschlich „La Plaine“) im Bereich des heutigen Platzes Jean-Jaurès (an der Grenze des 1., 5. und 6. Arrondissements) das Nonnenkloster Notre-Dame de Mont-Sion.
Im 14. Jahrhundert wurde das Kloster in die Stadt verlegt, zuerst neben die damalige Kirche Saint-Martin (heute Rue Colbert) und 1769 in die Rue des Convalescents (beide im 1. Arrondissement).
Das 1791 im Verlauf der  Französischen Revolution geschlossene Kloster hatte Besitzungen im heutigen Bezirk Luminy (9. Arrondissement), wo sich mittlerweile ein Universitätscampus befindet.